# Dillinger ist tot
Der italienische Spielfilm Dillinger ist tot (Dillinger è morto) aus dem Jahr 1968 ist eine absurde Farce von Marco Ferreri. Sie behandelt Wohlstand und Sinnleere eines Menschen, seinen Waren- und Medienkonsum und die „Bedeutungslosigkeit des modernen Lebens“. Der Film selbst ist nicht leicht konsumierbar, stellt sich gegen Erzählkonventionen, entschleunigt die Dramaturgie, enthält Auslassungen und verhindert eine Zuschaueridentifikation. Ohne eine logisch nachvollziehbare Handlung schildert er, oft in Echtzeit, sowohl banale Alltagstätigkeiten wie auch unerklärliche Akte. Der längste Teil spielt sich am selben Ort ab und zeigt meistens dieselbe einzige Person. Die vollkommen realistische Spielweise von Hauptdarsteller Michel Piccoli verstärkt die absurde Wirkung seiner Handlungen.
Das vieldeutige Werk wurde oft als ein Ausbruch aus der Zivilisation interpretiert. Dabei kontrastiere die vordergründige Statik des Geschehens mit der mentalen Mobilität und dem Aufbruch der Hauptfigur. In einer Nacht beginne ein Bürger eine Revolution, in einem Prozess der „Entkultivierung“ werde ein Erwachsener wieder zum Heranwachsenden, über Regression erlange er Freiheit, der Regisseur beschreibe „die soziale und politische Befreiung eines Menschen“. Der Film gehört zum Umfeld des Kinos der 68er-Bewegung, wobei der nihilistische Ferreri betonte, dass man mit Filmen keine Revolutionen mache. Gedreht wurde für den kleinen Betrag von 50 Millionen Lire während vier Wochen im Juli 1968. Im Titel, der den US-amerikanischen Kriminellen John Dillinger erwähnt, deutet Ferreri an, dass er das Hollywood-Genrekino für tot hält. Ein Teil der Kinogänger fühlte sich irregeführt, weil sie einen Gangsterfilm über Dillinger erwartet hatten. Gefallen hat er hingegen Jean-Luc Godard, der ähnliche filmpolitische Ziele wie hier Ferreri verfolgte. Dillinger ist tot lief im Wettbewerb von Cannes 1969.

## Handlung
Glauco arbeitet als Konstrukteur von Gasmasken. Nach der Arbeit fährt er nach Hause, wo seine Frau mit Migräne im Bett liegt und zwei Schlaftabletten nimmt. Das in der Küche bereitgestellte Essen behagt ihm nicht, er stellt es in den Kühlschrank, beginnt, sich ein mehrgängiges Menü zuzubereiten und hört Radiomusik. Bei der Suche nach Zutaten entdeckt er im Gestell ein Päckchen, das in Zeitungspapier gewickelt ist. Die Zeitung berichtet vom Tod John Dillingers.

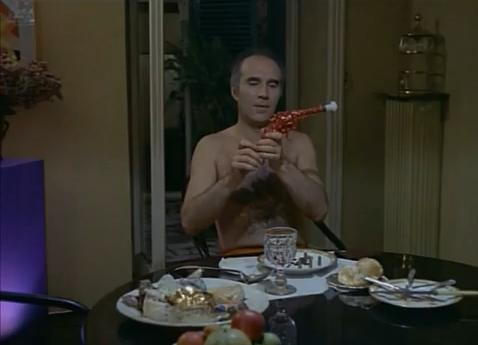
Szene aus dem Film

Im Päckchen befindet sich eine verrostete Pistole, die Glauco auseinandernimmt und fettet. Inzwischen trifft im Haus seine Haushälterin ein und geht in ihr Zimmer. Glauco nimmt die Mahlzeit alleine ein und betrachtet dabei Schmalspurfilme von einem Urlaub mit seiner Frau in Spanien. Die Projektion nutzt er für Schattenspiele und macht allerlei Grimassen. Er schleicht sich zur Haushälterin, gibt ihr Geld und legt sich zu ihr ins Bett. Später sprüht er die Pistole mit roter Farbe ein und posiert mit der Waffe, wobei er sie auch auf sich richtet und abdrückt. Nachdem er sie mit Patronen geladen hat, geht er zu seiner schlafenden Frau und erschießt sie. Am Morgen zieht er die Fensterläden hoch, steigt in seinen Wagen und fährt davon. In einer Bucht, in der eine Tafel an den Aufenthalt Lord Byrons erinnert, geht er baden, geschmückt mit einer großen Goldkette seiner Frau. Auf einem Dreimaster vor der Küste führt die Besatzung eine Seebestattung durch: Der Schiffskoch ist verstorben. Glauco bietet sich als Ersatz an und wird von der Besitzerin des Schiffs, einer jungen Frau im Bikini, angeheuert. Reiseziel ist Tahiti.

## Kritik
Der „vollkommen gelungene“ Film, hieß es in Positif, nötige selbst bisherigen Ferreri-Gegnern Bewunderung ab. Er versetze den Zuschauer in die Lage, dass er nicht nur einer Figur zuschaut, sondern zugleich wie in einem Spiegel sich selber betrachtet. Aus dem Erfolg des Films könne man den Schluss ziehen, dass es „heute in Westeuropa Raum für ein Kino rein individualistischer Art gibt, das sich unbefangen provokant gegen die etablierte bürgerliche Ordnung richtet. Paradoxerweise scheint das Fehlen einer Analyse und präziser politischer Hinweise die ideologische Wirkung dieses Films nicht zu beeinträchtigen.“
Der „bemerkenswerte“ Film, so das Monthly Film Bulletin, etabliere Ferreri als einen Meister des italienischen Kinos. Der Regisseur zögere, den Bildern und Handlungen eine genaue Bedeutung zuzuweisen, und halte das Publikum zwischen dem Realen und dem Irrealen gefangen. Trotz einer Verwandtschaft mit dem Surrealisten Luis Buñuel sei er kein billiger Nachahmer. Nicht um spezifische Belange gehe es, sondern um die allgemeine Lage des Menschen, veralbert im industriellen Zeitalter, in dem Menschen andere Menschen als Objekte behandeln. Die folgende Einsamkeit führe zu Gewalt und zum Tod. „Um es kurz zu sagen: Ein Film in der traumartigen Wolkenkammer der Poesie und Ideologie, hundert films militants wert.“
Für den Filmhistoriker Ulrich Gregor war 1978 Dillinger ist tot „... einer der gelungensten Filme Ferreris (...) Der Film fasziniert (abgesehen von seinem Anfang und dem möglicherweise imaginären Schluß) durch die minuziöse Beobachtung von Vorgängen des Alltags. Aus der Beobachtung dieser Vorgänge entwickelt er eine Spannung, die nichts mehr mit konventioneller Kinodramaturgie zu tun hat, sonderm mit dem progressiven Aufdecken der Beziehungen eines Menschen zu seiner Umwelt durch das dokumentarische Registrieren von Einzelheiten.“ (Ulrich Gregor)